# Universität Kalasin
Die Universität Kalasin (thailändisch มหาวิทยาลัยกาฬสินธุ์, kurz มกส.; englisch Kalasin University, kurz KSU) ist eine staatliche Universität in der Provinz Kalasin im Nordosten Thailands. Sie ging 2015 aus der auf Lehrerbildung spezialisierten Rajabhat-Universität Kalasin (มหาวิทยาลัยราชภัฏกาฬสินธุ์; Kalasin Rajabhat University) und dem Campus Kalasin der Technischen Universität Rajamangala Isan hervor.

## Standorte
Das Universitätsgelände verteilt sich auf zwei Standorte. Hauptsitz ist der frühere Campus der Technischen Universität Rajamangala Isan im Nordosten der Provinzhauptstadt Kalasin (ca. 4 km vom Stadtzentrum). Dort sind das Rektorat sowie die Fakultäten für Ingenieurwissenschaft und Industrietechnologie, für Management und für Agrartechnologie angesiedelt. 
Am früheren Standort der Rajabhat-Universität in der Gemeinde Song Plueai des Bezirks (Amphoe) Na Mon, 40 Kilometer nordöstlich der Provinzhauptstadt, befinden sich die Fakultäten für Erziehungswissenschaft und Bildungsinnovation, für Geisteswissenschaften sowie für Gesundheitswissenschaft und -technologie.

## Akademische Einrichtungen
Die Universität besitzt sechs Fakultäten, die verschiedene Studiengänge und Abschlüsse anbieten:
- Agrartechnologie (Fachschulabschluss; Bachelor of Science; Master of Science)
- Management (Fachschulabschluss; Bachelor of Business Administration, Bachelor of Accountancy; Master of Business Administration)
- Erziehungswissenschaft und Bildungsinnovation (Bachelor of Education; Master of Education)
- Gesundheitswissenschaft und -technologie (Bachelor of Science; Master of Science)
- Ingenieurwissenschaft und Industrietechnologie (Fachschulabschluss; Bachelor of Science, Bachelor of Engineering)
- Geisteswissenschaften (Bachelor of Arts, Bachelor of Laws, Bachelor of Public Administration)